# 黄河大合唱

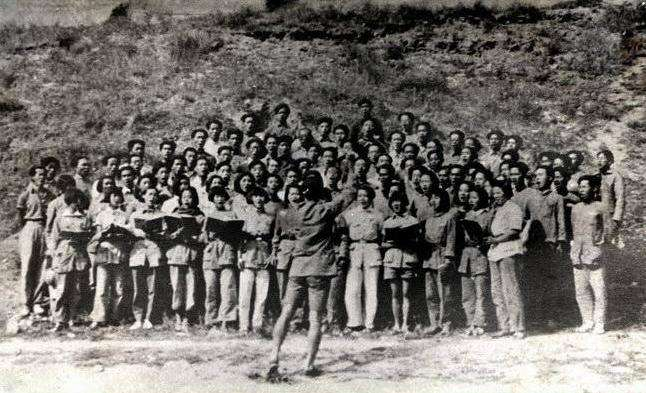
冼星海指挥鲁迅艺术学院学生演唱黄河大合唱

《黄河大合唱》（英語：Yellow River Cantata）由光未然（张光年）作词，冼星海作曲，1939年首演，1941年被改寫成交響樂合唱，為中国现代大型声乐创作的重要作品。歌曲慷慨激昂，在中國抗日戰爭時起到鼓舞作用。1960年代后期因江青的建议，被殷承宗等音乐家改编为《黄河协奏曲》，后来又出现了有石叔诚版的《黄河协奏曲》，1975年中央樂團對其進行大幅度簡化改編，流行至今。由于意识形态方面的原因，《黄河大合唱》在中华民国（台湾）“戒严时期”曾经被禁止演奏。

## 大事记

### 中国大陆
1936年5月，中共党员张光年（笔名光未然）写出了著名抗日诗篇《五月的鲜花》。后经音乐家阎述诗谱曲后，在全中国传唱。1936年6月张光年被中共党组织派到上海，联络上海文艺界人士，组织了“中国文艺者战地工作团”。6月上旬，他在上海大场陶行知创办的“上海工学团”结识了正指挥排演《五月的鲜花》的音乐家冼星海。适逢上海各界筹备高尔基逝世周年纪念活动，张光年作词《高尔基纪念歌》，冼星海为之谱曲，这是两人第一次合作。
1937年八一三淞沪抗战爆发后，张光年回到武汉，创作了《赞美新中国》、《拓荒歌》等诗作，并由冼星海谱曲使这些歌曲在全国传唱。1938年初，经中共努力下，国民政府军事委员会政治部在武汉成立，陈诚任部长，中共的周恩来任第一副部长；政治部下设三个厅，其中第三厅负责宣传工作，郭沫若任厅长。1938年4月初，第三厅正式在武汉成立。第三厅主要由中共党员和左翼文艺界人士参加，张光年和冼星海也应邀来第三厅，张光年（化名张文光）被安排在第三厅六处一科（戏剧科）任少校科员，冼星海在六处三科负责音乐工作。
1938年夏，政治部决定将集中在武汉的文艺工作者组成若干演剧队，分赴各战区。三厅秘书长阳翰笙（中共党员）写报告，建议由张光年任总领队，率领政治部抗敌演剧三队（以下简称“演剧三队”）到第二战区，官衔为“国民政府军事委员会政治部第三厅西北战地宣传工作视察员”，报告上报至政治部副部长周恩来处，周恩来将“第三厅”划掉，提高规格为“政治部”的视察员，以更便于工作。当时这些抗敌演剧队大多建有中共地下支部，张光年兼任中共演剧三队支部书记。
1938年9月9日，张光年率演剧三队的三十余名青年男女队员坐火车赴西安，活动数日后于9月下旬到距中共陕甘宁边区首府延安不远的陕北洛川县演出宣传。刚到洛川就传来了侵华日军攻占武汉的消息，张光年和队员们十分悲痛。他们从陕北宜川县出发，爬到一座高山顶上，第一眼看见山下奔腾的黄河时，张光年受到巨大震撼，心中涌出了后来《黄河颂》的头两句诗：“我站在高山之巅，望黄河滚滚……”1938年11月1日，他们从壶口下游附近的渡口乘坐渡船，第一次渡过黄河。张光年回忆：“这第一次渡过黄河的体验，对于我，对于演剧第三队的全体同志，都是终生难忘的。就是那次渡河和渡河后观赏壶口瀑布的感受，使我产生了创作《黄河》的冲动。”
渡过黄河后，张光年率演剧三队到晋西、吕梁前线慰问演出。1939年1月在为隶属阎锡山第二战区的由中共领导的抗日决死第二纵队慰问演出期间，从汾西县勍香镇归来途中，张光年骑马跌落摔断了左臂。二纵队医疗条件难以为他治伤，到晋西后，二纵队发电报请示延安的中组部领导陈云、李富春等人，中组部随即复电，命将张光年送延安治疗，并同意演剧三队全队到延安。张光年躺在担架上，由全队人员及二纵队军医护送，自永和关再渡黄河，行程700华里抵达延安。在延安经医生确诊，张光年左肘关节粉碎性骨折，中组部根据延安和平医院意见，决定留张光年在延安二十里铺和平医院的土窑洞里住院治疗。住院期间，张光年开始酝酿写一首歌颂黄河、赞美中华的长诗。这时冼星海夫妇也早就在1938年10月经武汉八路军办事处安排下来到延安，并被安排在延安鲁艺音乐系任教。1939年6月14日冼星海加入中国共产党。
1939年2月26日（农历正月初八日），冼星海来到医院探视张光年，两人决定创作一部大合唱。张光年住院期间口授诗句，由演剧三队队员胡志涛记录。在此前几个月酝酿的基础之上，仅用5天就完成了八个段落、四百多行的歌词《黄河吟》。3月11日（农历正月廿一日）演剧三队在驻地西北旅社的窑洞里举办诗歌朗诵会，特别邀请了冼星海来参加。晚会上张光年首次朗诵了他刚脱稿的歌词《黄河吟》。冼星海听后十分激动，一把将诗稿抓到手里。
事后冼星海细致了解了诗作的创作背景，随后在延安鲁艺旧址一个小窑洞里谱曲。他在土炕上架起一张小书桌，并让妻子钱韵玲帮忙在普通的纸上划出格子作为曲谱用。冼星海习惯边吃糖边创作，但延安物资匮乏，张光年就给冼星海买了两斤白糖。冼星海写几句便吃一口白糖。3月26日至31日，冼星海仅用6天就完成了为《黄河吟》的谱曲，包括总谱带合唱。这部作品定名为《黄河大合唱》。
1939年3月31日，演剧三队音乐指挥邬希零从冼星海手中拿到《黄河大合唱》全部清稿。4月1日起，演剧三队在延安西北旅社一个宽敞的窑洞里开始排练。为提高演唱水平，邬希零主持开展了一周的“识谱运动”，由他讲大课，每位队员选学自练一首新歌，在总结会上当众演唱，并请冼星海指导。合唱队一共只有30多人，分成四个声部。延安当时缺少管弦乐队乐器，冼星海写伴奏时拼凑了当时在延安能找到的各类中西乐器共11种。作曲家李焕之回忆：“有什么乐器都尽可能地用上，除了三四把小提琴外，就是二胡、三弦、笛子、六弦琴和打击乐器。没有谱架，就用木板搭起当谱架。没有低音乐器，就自己动手制作。”就连汽油桶都改成了低音胡琴用。冼星海还动员鲁艺音乐系师生组成乐队协助演剧三队演出。
1939年4月13日晚，《黄河大合唱》在延安陕北公学礼堂首演，这也是演剧三队向延安各界的告别演出，观众在千人以上。由演剧三队邬析零指挥，男声独唱田冲，女声独唱蒋旨暇，二重唱史鉴和流晨暄，说白胡丹沸，合唱队全是演剧三队成员，乐队共十多人全是鲁艺师生。张光年亲自登台朗诵了《黄河之水天上来》。唱完台下发出热烈持久的掌声，演唱队员们如梦初醒。当天演出，在延安的毛泽东等中共中央领导都来观看。4月16日又在延安演出了一场。会后，张光年率领演剧三队告别延安赴第二战区。
1939年5月11日，在延安庆祝“鲁迅艺术学院一周年纪念音乐晚会”上，由鲁艺100余人组成的合唱团演出了《黄河大合唱》，冼星海指挥。演出结束后，毛泽东等领导都站起来鼓掌，毛泽东连声说了几个“好！”此后延安凡遇重大晚会,《黄河大合唱》都是主要节目。1939年7月8日，周恩来在延安各界欢迎他从重庆归来的晚会上听了《黄河大合唱》之后亲笔题词：“为抗战发出怒吼，为大众谱出呼声！”
1940年1月起，《黄河大合唱》陆续在李凌和赵沨于重庆办的刊物《新音乐》上以简谱的形式全部发表。
1941年，冼星海於苏联莫斯科完成修訂稿，將《黃河大合唱》重寫成為交響樂團、合唱團、獨唱及朗誦的交響合唱《黃河》（後稱蘇聯修訂稿或莫斯科版）。
1946年初，正值国共关系紧张、国内局势一触即发，重庆演唱了《黄河大合唱》，周恩来、邓颖超、李公朴等出席。数月后李公朴即遭国民党特务暗杀。
1955年，為紀念冼星海逝世10周年，李煥之改編蘇聯修訂稿成一便於演繹的版本，并製作成新聞片。
文革时期，由于张光年被打入“牛棚”，《黄河大合唱》歌词被认为属于“王明投降路线”，有人打算改词演唱，但由于歌词修改极不理想及周恩来指示“这是历史，不要改了”，在相当长的时间，《黄河大合唱》处于只奏曲不演唱的状态，钢琴协奏曲《黄河》便是在这种情景中诞生的。
1975年，冼星海逝世30周年，其夫人钱韵玲写信给毛泽东希望可以演唱《黄河大合唱》，当时正好是邓小平出来工作，就批下来了，用原词唱《黄河大合唱》。1975年这次演出由中央乐团承担，严良堃等人根据冼星海的延安版本重新配器，形成了中央乐团版，成为《黄河大合唱》影响最大、传播最广的版本。
1987年，在纪念“七七事变”50周年的演出中，曹鵬指揮上海樂團首演李煥之執筆的蘇聯修訂稿簡化版本（後稱上海樂團版），但並未引起太大反響，演出錄音也仅作內部參考。此次演出中包括了此前很少演的含有一段朗诵的第三乐章《黄河之水天上来》。冼星海用三弦为《黄河之水天上来》伴奏，他解释说，“我用三弦作伴奏，歌词的内容全由三弦表达出，不是大鼓的伴奏方法，也不是普通的京调伴奏方法。欧洲有一种歌词与伴奏独立的歌曲……但中国歌曲用三弦来伴奏而表达歌词的内容，又可独立成一曲的，恐怕是第一次尝试。”这段三弦的调子里还蕴含有《满江红》和《义勇军进行曲》的曲调。
2007年“嫦娥一号”飞上太空，带去32首歌曲，其中就有《黄河大合唱》中的《黄河颂》。
2015年，冼星海誕生110周年，上海愛樂樂團聯同上海文廣合唱團、台灣新節慶合唱團、香港中文大學合唱團及多位演唱家，由張亮指揮，於上海之春國際音樂節演出由台灣學者查太元校對勘誤的蘇聯修訂稿，這是冼星海1941年完成此版本後，首度足本上演。

### 臺灣
1945年，台灣光復，《黄河大合唱》得以公演。1949年，由于政治原因，《黄河大合唱》被禁唱。
1985年，中央乐团到香港演出《黄河大合唱》，有人听后回台湾后打算要演，但由于当局不允许，后同意只能演《黄河颂》和《黄水谣》两段。
1989年，杜黑（指挥家）从严良堃处拿到《黄河大合唱》总谱，到了1989年7月1日，在台北演出了完本的“黄河”，演了两场，非常轰动。也引起来台湾媒体的争论，后来时任國民黨秘書長的宋楚瑜出面说话了：只要是把个别词改了就好。于是就改了三个地方：“新中国已经破晓”改成“全中国已经破晓。”；“为国家当兵去，太行山上打游击”改成“为国家当兵去，大家齐心打游击。”；“全世界的劳动人民……”改成“全世界受苦的人们”。
1998年，宇宙光百人大合唱——「歌以載道」演出《黄河大合唱》，由孫越朗誦。
2010年，中华民国国防部举办抗日胜利65周年音乐会，《黄河大合唱》重新出现在台湾舞台。

### 海外
1940年，音乐家刘良模将《黄河大合唱》乐谱带到美国。1949年，宋庆龄亲笔题词赠送乐谱给加拿大多伦多玛希音乐厅。1945年10月24日，在联合国成立庆祝大会上，美国黑人歌手保罗·罗伯逊用英语演唱了《黄河大合唱》中的《黄河颂》（乐谱由宋庆龄提供）。
1957年，正值“苏中友好年”，苏联莫斯科柴可夫斯基音乐厅用俄文演出《黄河大合唱》，正在苏联留学的李德伦任指挥，郭淑珍唱《黄河怨》，严良堃任艺术顾问，莫斯科的乐队、合唱队和独唱演员及中国留学生参加。
1964年，日本神户一个劳动者业余团体用日文演唱《黄河大合唱》，就连歌词“自从鬼子来”也忠于原作，并在说明书上注明：“鬼子”即日本军国主义。
1983年，加拿大多伦多玛希音乐厅由华人乐团再次演出《黄河大合唱》，不少华侨听众激动哭泣。
另外新加坡、菲律宾等国也曾先后演出《黄河大合唱》。

## 作品组成
- 作品共有八个乐章，每章开首均有配乐朗诵。
  1. 《黄河船夫曲》（混声合唱，原稿为男音)
  2. 《黄河颂》（男高音或男中音独唱）
  3. 《黄河之水天上来》（配乐诗朗诵，原稿为三弦伴奏，后改为琵琶伴奏）
  4. 《黄水谣》（女声二部合唱，原稿为齐唱）
  5. 《河边对口曲》（男声二重唱及混声合唱，原稿是男声对唱）
  6. 《黄河怨》（女高音独唱，音乐会上常按修订稿加入女声三部伴唱）
  7. 《保卫黄河》（轮唱）
  8. 《怒吼吧，黄河》（混声合唱）

## 版本
《冼星海全集》收《黄河大合唱》四个版本：
延安创作初稿（收在第三卷）
乐队编制：笛、口琴；小三弦、大三弦、二胡、大胡；竹板、木鱼、钹、铃、鼓、锣。
- 1. 《黄河船夫曲》（混声合唱，全乐队伴奏)
  2. 《黄河颂》（男声独唱，二胡、大胡、鼓伴奏）
  3. 《黄河之水天上来》（朗诵，大三弦伴奏）
  4. 《黄水谣》（齐唱，笛、二胡、大胡、铃、鼓伴奏）
  5. 《河边对口曲》（男声对唱、合唱，小三弦、二胡、铃、竹板、木鱼、鼓、堂锣伴奏）
  6. 《黄河怨》（女声独唱，D调笛、口琴、小三弦、二胡、鼓、锣伴奏）
  7. 《保卫黄河》（轮唱，口琴、大三弦、二胡、大胡、竹板、木鱼、钹、铃、鼓、锣伴奏）
  8. 《怒吼吧，黄河》（混声合唱，全乐队伴奏）

苏联修订稿（1941年赴苏联后修订，收在第三卷）
乐队编制：短笛、长笛、双簧管、英国管、单簧管、低音单簧管、大管、倍低音大管；圆号、小号、长号、大号；定音鼓、小军鼓、铃鼓、大鼓、钹、锣、竹板、中国小鼓、小钹；木琴；竖琴；小提琴、中提琴、大提琴、倍低音提琴
- 1. 《序曲》
  2. 《黄河船夫曲》（混声合唱）
  3. 《黄河颂》（男中音独唱）
  4. 《黄河之水天上来》（配乐诗朗诵，弦乐拨弦伴奏）
  5. 《黄水谣》（女声合唱）
  6. 《河边对口曲》（男声对唱）
  7. 《黄河怨》（女高音独唱）
  8. 《保卫黄河》（混声合唱）
  9. 《怒吼吧，黄河》（混声合唱，175小节后用6圆号，12小号，12长号）

上海乐团修订稿，李焕之执笔（收在第八卷）
（此版為簡化蘇聯版之演出本）
乐队编制：短笛、长笛、双簧管、英国管、单簧管、低音单簧管、大管、倍低音大管；圆号、小号、长号、大号；定音鼓、小军鼓、铃鼓、大鼓、钹、锣、竹板、中国小鼓、小钹；木琴；竖琴；小提琴、中提琴、大提琴、倍低音提琴
- 1. 《序曲》
  2. 《黄河船夫曲》（混声合唱）
  3. 《黄河颂》（男中音独唱）
  4. 《黄河之水天上来》（配乐诗朗诵，弦乐拨弦配合樂隊伴奏）
  5. 《黄水谣》（女声合唱）
  6. 《河边对口曲》（男声对唱）
  7. 《黄河怨》（女高音独唱，加入三部女聲伴唱）
  8. 《保卫黄河》（混声合唱，四部輪唱）
  9. 《怒吼吧，黄河》（混声合唱）

中央乐团修订稿，严良堃执笔（收在第八卷）
- 1. 《黄河船夫曲》（混声合唱）
  2. 《黄河颂》（男中音独唱）
  3. 《黄河之水天上来》（配乐诗朗诵，琵琶及樂團伴奏，旋律與原稿大不相同）
  4. 《黄水谣》（女声合唱）
  5. 《河边对口曲》（男声对唱，後段加入混聲合唱）
  6. 《黄河怨》（女高音独唱）
  7. 《保卫黄河》（混声合唱，三部輪唱，有間奏，轉為齊唱）
  8. 《怒吼吧，黄河》（混声合唱）

## 评价
光未然在《五月的鲜花》后记中说：“《黄河》主要是音乐艺术上的成就。我的歌词，不过是为冼星海同志天才的飞腾提供了一个跳板”。冼星海则在《我怎样写《黄河》》中说：“《黄河》的歌词虽略嫌文雅一点，但不会伤害它的作风。它有伟大的气魄，有技巧，有热情和真实，尤其是有光明的前途。而且它直接配合现阶段的环境，指出“保卫黄河”的重要意义”。

## 相关事件

### 针对作品的恶搞
《黄河大合唱》曾出现多个恶搞版本。早在2014年4月，东方卫视播出的《笑傲江湖》的一期节目中，选手以夸张的形式演唱《黄河大合唱》，令评委逗得捧腹大笑，且一致投票通过，这期节目仍可在网络上找到。而在2017年1月12日的一段“熊猫明历险记剧组”新年晚会视频里，《黄河大合唱》被篡改成了“年终奖”版，表演者带着熊猫图案的帽子唱道：“年终奖，年终奖，我们在嚎叫，我们在嚎叫……”。此外还有“精神病医院合唱团”版、“猫咪指挥”版等恶搞版本在网络上流传。这些恶搞行为引发冼星海和光未然后代不满，二人均要求相关视频禁播，并准备维权，人民日报也撰文批评。消息传出后，文化部开始研究部署查处工作，排查清理下线恶搞视频。当日部分恶搞视频已经被网站删除，但仍然有残余。而文化部负责人表示，要求互联网企业“自觉抵制恶搞红色经典及英雄人物的互联网文化产品，传播社会主义先进文化”。2018年4月2日，文化和旅游部指导四川省、成都市文化市场执法部门开展查处工作，其中成都市文化市场综合执法总队依法给予视频制作公司四川盛世天府传媒有限公司警告和罚款的处罚。另外北京、广东、福建等地查处新浪视频、爱奇艺、美拍、UC视频、百思不得姐等5家提供相关恶搞视频的网站给予当事人罚款的处罚。